# Dichlorocarbène
Le dichlorocarbène est un intermédiaire réactif de formule chimique CCl2. C'est un intermédiaire courant en chimie organique, étant généré à partir du chloroforme. Cette molécule diamagnétique coudée peut s'insérer rapidement dans d'autres liaisons.

## Préparation
Le dichlorocarbène est le plus souvent généré par réaction du chloroforme avec l'utilisation d'une base telle que le tert-butylate de potassium ou encore l'hydroxyde de sodium en solution aqueuse. Un catalyseur de transfert de phase, par exemple le bromure de benzyltriéthylammonium, peut être utilisé pour faciliter la migration de l'hydroxyde dans la phase organique.
HCCl3 + NaOH → CCl2 + NaCl + H2O

### Autres réactifs et voies
Un autre précurseur du dichlorocarbène est le trichloroacétate d'éthyle ; par un traitement avec méthanolate de sodium il libère du CCl2.
Le phényl(trichlorométhyl)mercure se décompose thermiquement et libère du CCl2 :
PhHgCCl3 → CCl2 + PhHgCl
Le dichlorodiazirine, qui est stable dans l'obscurité, se dissocie en dichlorocarbène et en azote grâce à une réaction de photolyse.

Dichlorocarbène issu de la dichlorodiazirine

Une déchloration du tétrachlorure de carbone avec du magnésium par chimie ultrasonore permet également d'obtenir le dichlorocarbène. Cette méthode est plus douce pour les esters et les composés carbonylés car elle n'implique pas de base forte.

## Réactions

### Avec des alcènes
Le dichlorocarbène réagit avec les alcènes dans une cyclo-addition[1+2] formelle pour former des dichlorocyclopropanes géminaux. Ces derniers peuvent ensuite être réduits en cyclopropanes ou hydrolysés pour donner des cyclopropanones, une réaction appelée hydolyse d'halogénure géminal (en). Les dichlorocyclopropanes peuvent aussi être transformés en allènes grâce au réarrangement de Skattebøl (en).

### Avec des phénols
Dans la réaction de Reimer-Tiemann, le dichlorocarbène réagit avec les phénols pour obtenir le produit ortho-formylé, par exemple  le salicylaldéhyde.

### Avec des amines
Le dichlorocarbène est un des intermédiaire dans la réaction carbylamine. Dans cette réaction, une solution de dichlorométhane est traitée par une amine primaire ainsi qu'avec du chloroforme, de l'hydroxyde de sodium aqueux et d'une quantité catalytique du catalyseur de transfert de phase. On peut citer ome exemple de cette réaction la synthèse de l'isocyanure de tert-butyle (en) :
Me3 CNH2 + CHCl3 + 3 NaOH → Me3 CNC + 3 NaCl + 3 H2O

## Histoire
Le dichlorocarbène a été identifié comme intermédiaire réactif pour la première fois par Anton Geuther en 1862 qui considérait le chloroforme comme CCl2. HCl  La préparation du dichlorocarbène à partir du chloroforme et son utilité en synthèse ont été déterminées par William von Eggers Doering en 1954.

## Réactions liées
La synthèse d'allène de Doering-LaFlamme (en) implique la conversion d'alcènes en allènes avec du magnésium ou du sodium métallique par réaction initiale de l'alcène avec le dichlorocarbène. La même séquence est incorporée dans le réarrangement de Skattebøl en cyclopentadiènes.
Le dibromocarbène CBr2, plus réactif, est étroitement lié.

## Chlorocarbène
Le chlorocarbène (ClCH) peut être généré à partir de méthyllithium et de dichlorométhane. Il a été utilisé dans la synthèse du spiropentadiène.